# Caffè curdo

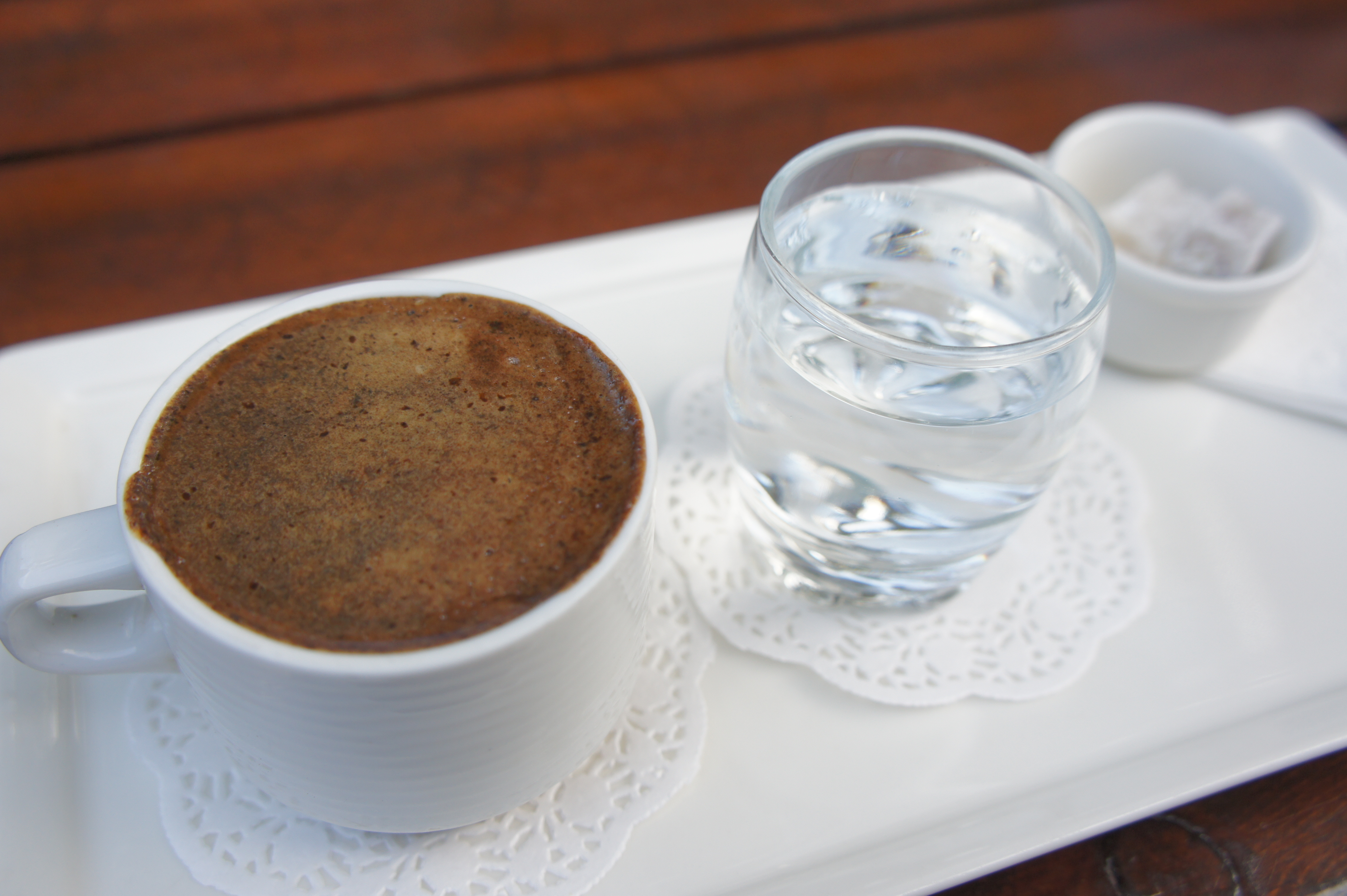
A coffee-like beverage made from the roasted fruit of the terebinth or "turpentine tree"

Il caffè curdo (in curdo: Qehweya Kurdî o Qehweya Kezwanan) o caffè menengiç, conosciuto anche come caffè al pistacchio o caffè terebinto, è una bevanda calda tradizionale nella cucina curda. È preparato con frutti di terebinto macinati e tostati (imparentati con il pistacchio) come ingrediente principale, ed è privo di caffeina. È particolarmente popolare in alcune zone dell'Anatolia sudorientale.